# Григориј Мкртичан
Григориј Мкртичевич Мкртичан (рус. Григорий Мкртычевич Мкртычан, јерм. Գրիգորի Մկրտչյան; Краснодар, 3. јануар 1925 — Москва, 14. фебруар 2003) био је совјетски хокејаш на леду и хокејашки тренер, и члан репрезентације Совјетског Савеза која је освојила историјску прву златну медаљу на Светском првенству 1954. године. Играо је на позицији голмана. Заслужни мајстор спорта Совјетског Савеза од 1951. године, заслужни тренер Совјетског Савеза од 1967, светски и олимпијски првак.
Мкртичан је рођен у Краснодару, граду на југу Русије у јерменској породици. Његови родитељи су бежећи од Отоманског Геноцида над Јерменима избегли у Русију из Западне Јерменије неколико година пре његовог рођена. Убрзо су се Мкртичанови преселили у Москву где је Григориј почео да тренира хокеј на леду као петнаестогодишњи дечак. Играчку каријеру започиње у дресу московског ЦСКА за који је играо у два наврата, прво у периоду 1947−1950, а потом од 1953. до 1958. године. У међувремену је наступао и за ВВС МВО (1950−1953). У првенству Совјетског Савеза одиграо је укупно 170 утакмица освојивши притом чак 8 титула националног првака и 4 титуле победника националног купа. 
У периоду 1654−1956. наступао је и у дресу репрезентације Совјетског Савеза са којом је освојио титулу олимпијског победника на ЗОИ 1956. у италијанској Кортини д'Ампецо, титулу светског првака са СП 1954. и сребро на СП 1955. године. За репрезентацију је одиграо укупно 22 званичне утакмице. 
По окончању играчке каријере радио је као главни тренер у хокејашком клубу Локомотива Москва (1960−1962) са којим је успео да освоји бронзану медаљу у националном првенству 1961. године. Касније је радио административне послове у Спортском комитету Руске СФСР, те у Хокејашком савезу Русије, а радио је и као хокејашки судија.
Године 2004. посмртно је уврштен у Кућу славних руског хокеја на леду.